# Ferro di cavallo (araldica)
In araldica, il ferro di cavallo simboleggia secondo alcuni la volontà di seguire le orme gloriose degli avi, secondo altri, più prosaicamente, è un augurio di buona fortuna. Il ferro di cavallo è stata spesso assunto nello stemma da chi aveva attaccato il campo nemico e lo aveva disperso con una carica di cavalleria.
Nella maggior parte dei casi, in realtà, è utilizzato nelle armi parlanti e non ha, quindi, alcun significato particolare. 
Il ferro di cavallo è molto usato anche nell'araldica civica della Bielorussia (ultimi quattro stemmi).

Ferro di cavallo (stemma di Brühl, Germania)
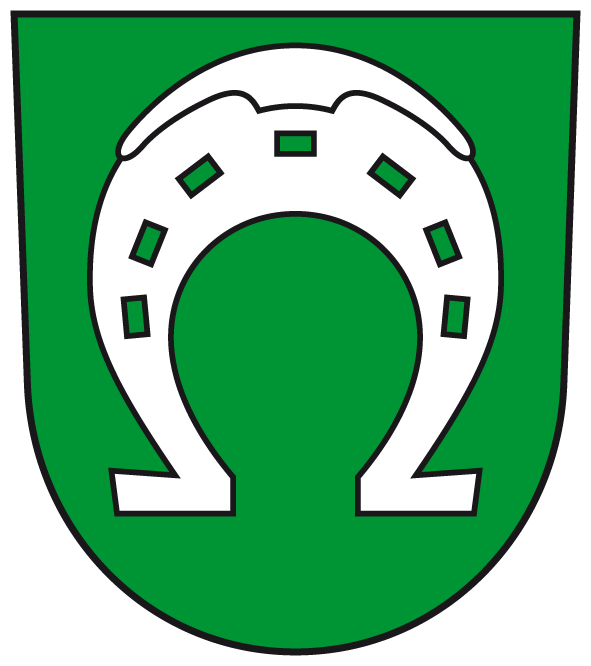
Ferro di cavallo (Hambach, Neustadt an der Weinstraße, Germania)
D'argento, al ferro di cavallo di nero (Altenstadt, Basso Reno, Francia)
(Kličaŭ, Bielorussia)
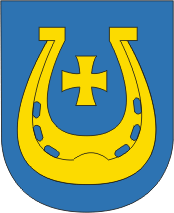
(Kruhłaje, Bielorussia)
(Naroŭlja, Bielorussia)
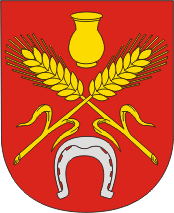
(Kascjukovičy, Bielorussia)